# Elytropappus scaber
Elytropappus scaber là một loài thực vật có hoa trong họ Cúc. Loài này được (L.f.) Levyns mô tả khoa học đầu tiên năm 1935.